# Silences
Silences — дебютный студийный альбом французского актёра и певца Себастьена Роша, вышедший в 1992 году.

## Об альбоме
В 1992 году Себастьен Рош начал сниматься в молодёжном сериале «Элен и ребята» в роли Кристиана, которая и принесла ему настоящую популярность. Однако, после нескольких сезонов он покинул сериал, чтобы всерьез заняться музыкой и освободиться от ярлыка «любимого Кри-Кри». В 1992 году Себастьен выпустил свой дебютный альбом «Silences». Песня с которого «Au Bar de Jess» тут же взошла на 15-е место в топ-50 Франции.

## Список композиций
| №   | Название              | Длительность |
| --- | --------------------- | ------------ |
| 1.  | Pousse Petit Vent     | 04:11        |
| 2.  | Tu m’as Emporte       | 03:36        |
| 3.  | Petite Ingenue        | 03:20        |
| 4.  | La Chance             | 03:38        |
| 5.  | Au bar de jess        | 04:03        |
| 6.  | Justin                | 03:42        |
| 7.  | La Couleur Pire       | 03:13        |
| 8.  | Entre Chienne & Louve | 04:35        |
| 9.  | Eternisez moi         | 03:38        |
| 10. | J’t’aime Toujours     | 05:13        |